# Storglomvassdamm
Der Storglomvassdamm ist eine Talsperre mit einem Steinschüttungsdamm in der Kommune Meløy im Fylke Nordland, Norwegen. Die Talsperre wurde im Zeitraum von 1993 bis 1998 von Statkraft im Rahmen der Energie-Entwicklung von Svartisen gebaut.

## Staudamm
Der Staudamm ist ca. 820 m lang, 125 m hoch (andere Angabe: 128 m) und an der Basis 365 m dick. Er besteht aus 5,3 Millionen m³ Stein und Kies. Der Damm hat einen Kern aus Asphalt (22.500 m³), der von dem Industrieunternehmen Veidekke prospektiert wurde. Die Breite des Asphaltkerns beträgt 0,50 bis 0,95 m. Auf beiden Seiten des
Asphalts im Kern ist ein Filtermaterial mit 0–60 mm Körnung angeordnet. An seinem anderen Ende wird der Stausee von einem weiteren Staudamm, dem „Holmvassdammen“ begrenzt.

## Wasserkraftwerk
Das Wasserkraftwerk erzeugt Strom mit einer Leistung von 372 MW.

## Stausee

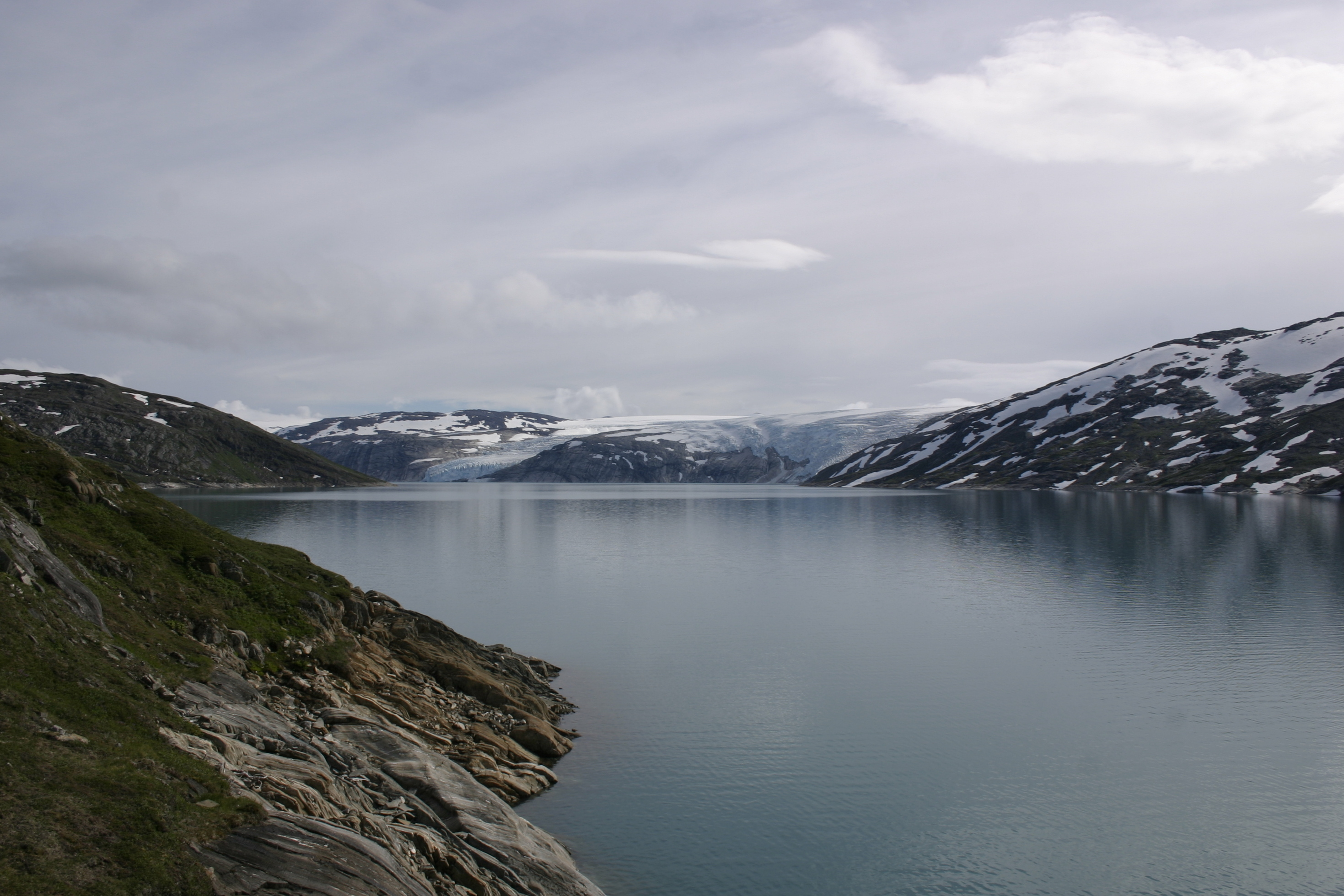
Stausee Storglomvatnet

Der Stausee Storglomvatn(et) ist mit einer Fläche von 47,3 km² Norwegens 24.-größter See. Er hat eine Speicherkapazität von 3,5 Milliarden m³. Seine durchschnittliche Wassertiefe ist daraus abgeleitet 3506/47,3=74,1 m. Der Stausee gehört damit weltweit zu den Stauseen mit der größten durchschnittlichen Tiefe.